# Ponte della Sanità

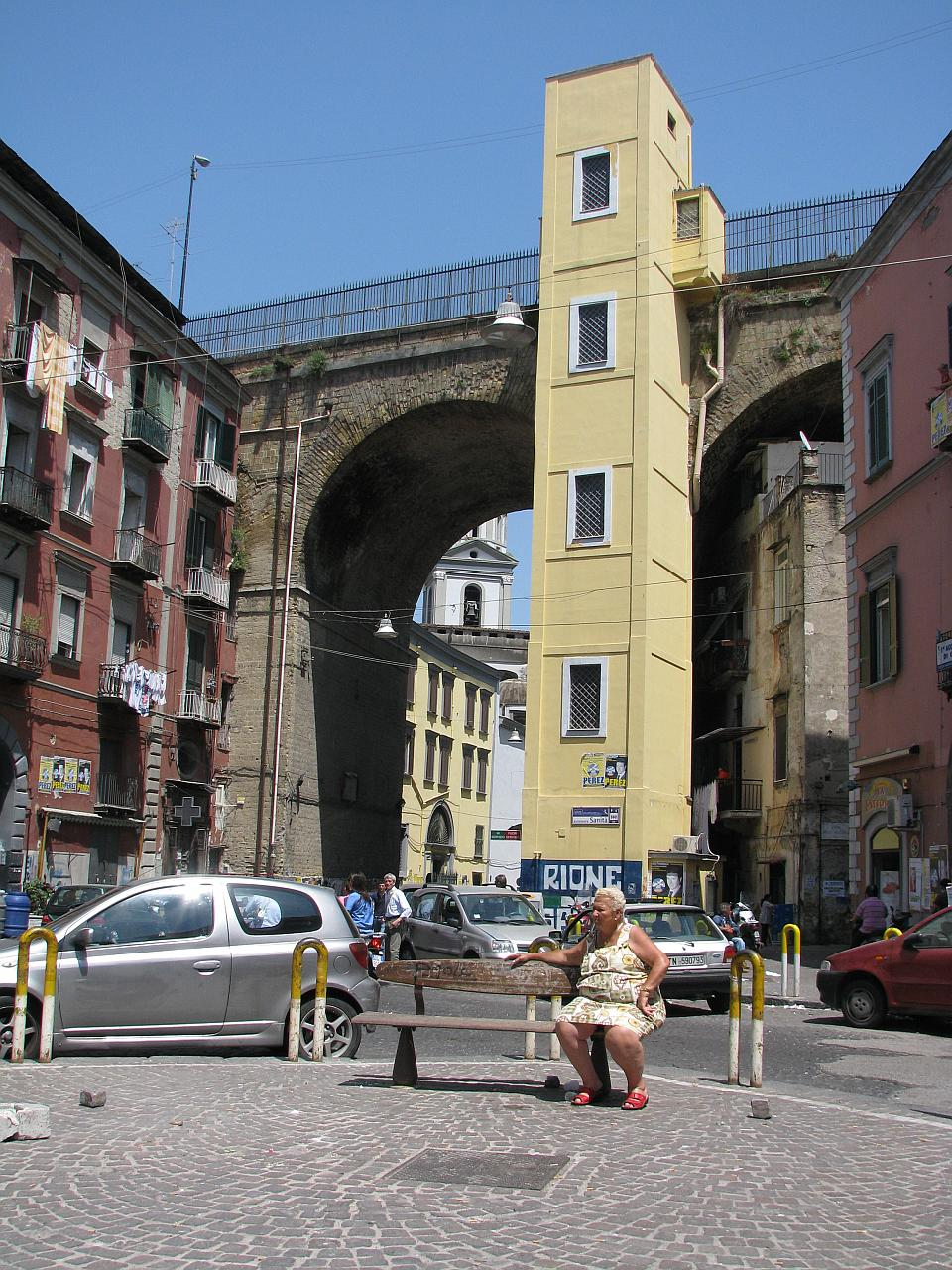
Il ponte della Sanità ripreso dal basso

Il ponte della Sanità, ufficialmente ponte Maddalena Cerasuolo, si trova a Napoli e sovrasta il Rione Sanità, nel quartiere Stella.
Il ponte, di 118 metri di lunghezza e sei campate, unisce due importanti strade cittadine: via Santa Teresa degli Scalzi e corso Amedeo di Savoia, originariamente unite sotto il nome di corso Napoleone.

## Storia
La costruzione della Reggia di Capodimonte nel 1738 aveva generato un serio problema riguardante l'accesso alla reggia: isolata dal resto della città, non poteva essere raggiunta se non tramite un tortuoso percorso.
Tra il centro cittadino e la struttura la distanza in linea d'aria non è lunga, ma tra le due parti sorgeva un ostacolo alquanto ripido e faticoso: la contrada del Casciello, colle dove si ergeva la chiesa di Santa Teresa degli Scalzi.
Fu durante il decennio francese che si capì che bisognava affrontare il problema per creare un collegamento diretto tra Capodimonte e la città. Giuseppe Bonaparte varò la nuova politica infrastrutturale facendo partire i lavori tra il 1806 e il 1807 e fu il suo successore Gioacchino Murat a completare la costruzione di una nuova strada ampia e scorrevole, il corso Napoleone.

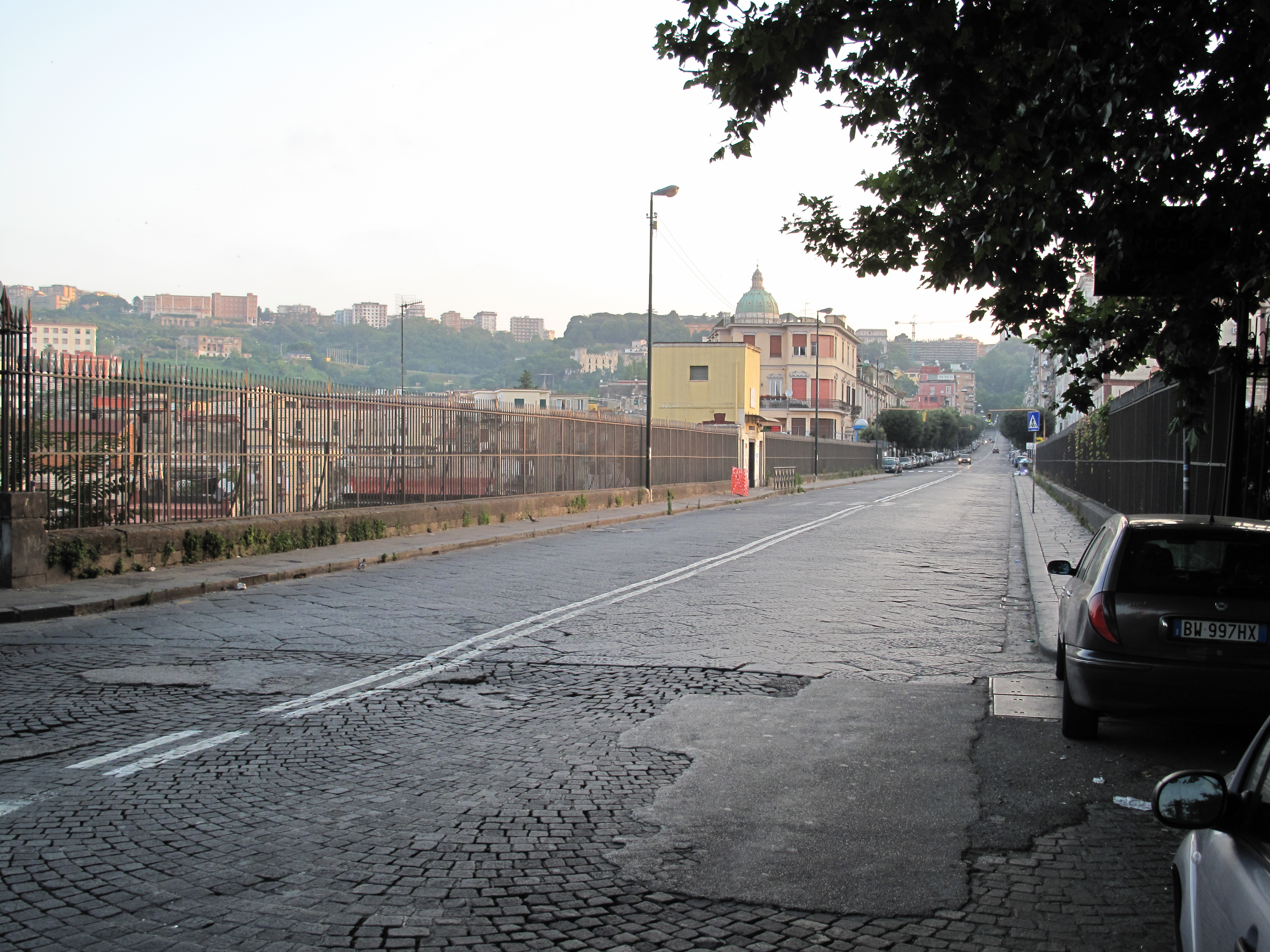
Panoramica del piano carrabile

Il percorso ad un certo punto si trovava dinanzi all'immenso vallone della Sanità. Era dunque necessario un ponte che scavalcasse il vuoto per proseguire in direzione della reggia che era diventata la residenza del re.
Il progetto del ponte fu affidato all'architetto napoletano Nicola Leandro che concepì un'ardita opera architettonica simbolo del grande dinamismo francese, non senza problemi: proprio dove il ponte doveva essere eretto sorgeva il seicentesco complesso di Santa Maria della Sanità.
In particolare l'ostacolo era rappresentato dai chiostri del complesso, realizzati come del resto tutta la struttura da Fra' Nuvolo. Il problema fu risolto con la soppressione del monastero nell'ottica della politica di cancellazione degli ordini monastici, volta ad incamerarne nello stato gli ingenti beni. Il chiostro maggiore, rettangolare, fu raso al suolo, mentre il minore, dalla particolare forma ovale, fu notevolmente compromesso. I lavori per la realizzazione del ponte terminarono nel 1809.
Non solo emblema del periodo murattiano, ma il ponte fu anche simbolo di resistenza e di liberazione: durante le quattro giornate di Napoli del 1943 i tedeschi in ritirata, usciti sconfitti dalla rivolta popolare, decisero di minare il ponte per tagliare ogni collegamento da nord con la città, ma il 29 settembre un manipolo di partigiani tra i quali c'era Maddalena Cerasuolo salvò dalla rovina il ponte. Una lapide posta nel 2000 sull'ascensore della Sanità, che dal 1937 lungo il lato sinistro di un pilone permette di scendere nel rione sottostante, ricorda l'eroico gesto.

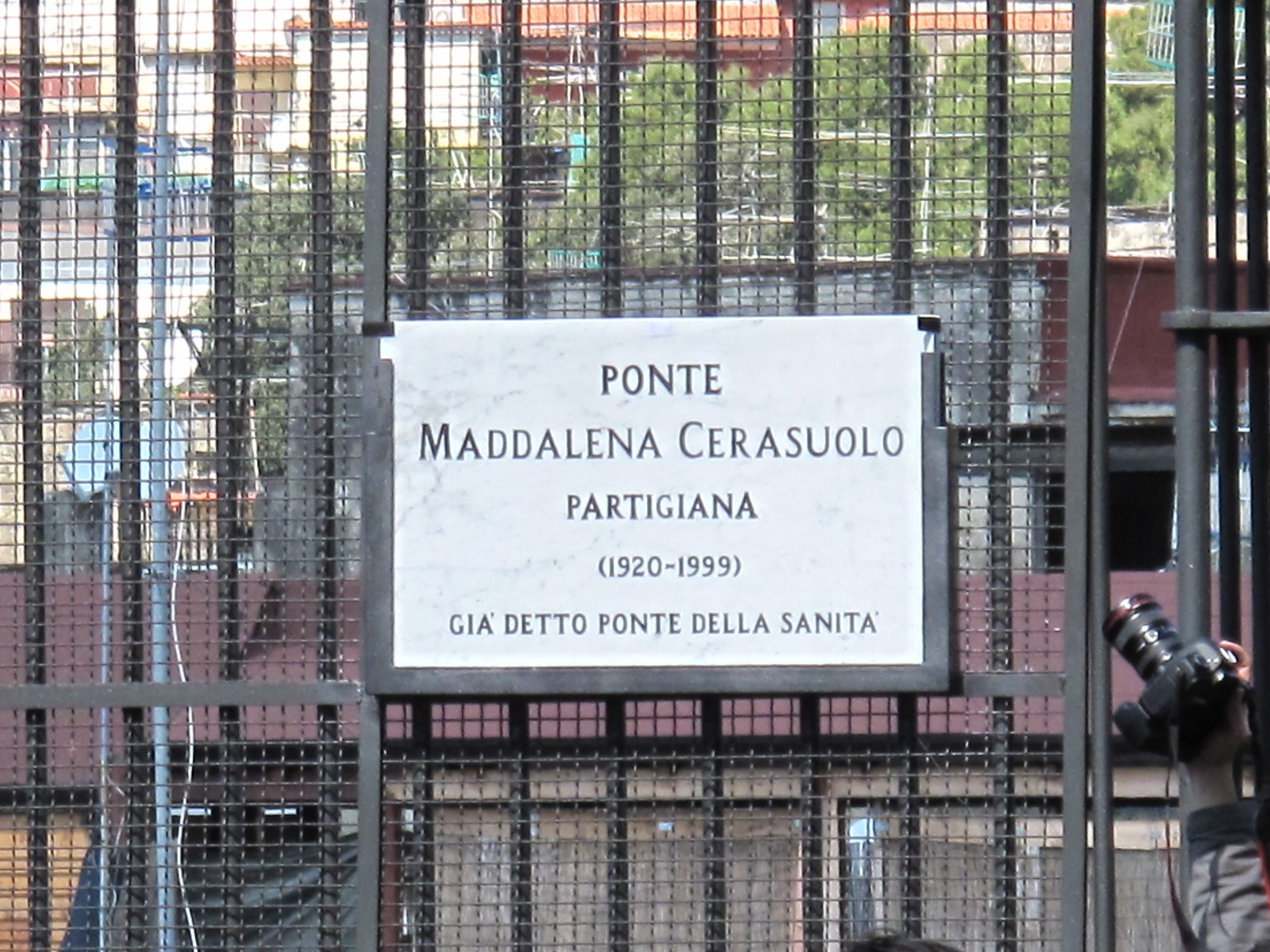
La targa stradale che porta il nuovo toponimo del ponte

Il ponte, su richiesta della popolazione del quartiere che ha indetto una petizione forte di 2907 firme, viene dedicato a Maddalena Cerasuolo il 27 gennaio 2011 e battezzato con il nuovo nome alla presenza dell'allora sindaco Rosa Russo Iervolino il 31 marzo.

## Composizione
Il ponte presenta sei arcate a tutto sesto di uguali dimensioni, alcune delle quali nascoste dalle costruzioni che si ammassano specie agli estremi.
In particolare è presente tuttora un edificio di modeste dimensioni che arriva a lambire la volta dell'arcata a fianco di quella principale (cioè quella che garantisce il transito di pedoni e veicoli). L'edificio si trova all'angolo di vico delle Vecchie, una stradina che scorre lungo la parte sinistra del ponte, in direzione di Santa Teresa. Testimonianza dello stretto connubio architettonico che non è raro da incontrare nel rione.
Dal ponte è possibile vedere la splendida cupola maiolicata della basilica di Santa Maria della Sanità oltre che una bella visuale della Sanità fino a scorgere il Vesuvio.